# گیلگاندرا، نیو ساوت ولز
گیلگاندرا (به انگلیسی: Gilgandra) شهرکی در استرالیا است که در Gilgandra Shire واقع شده‌است.